# Max Greil

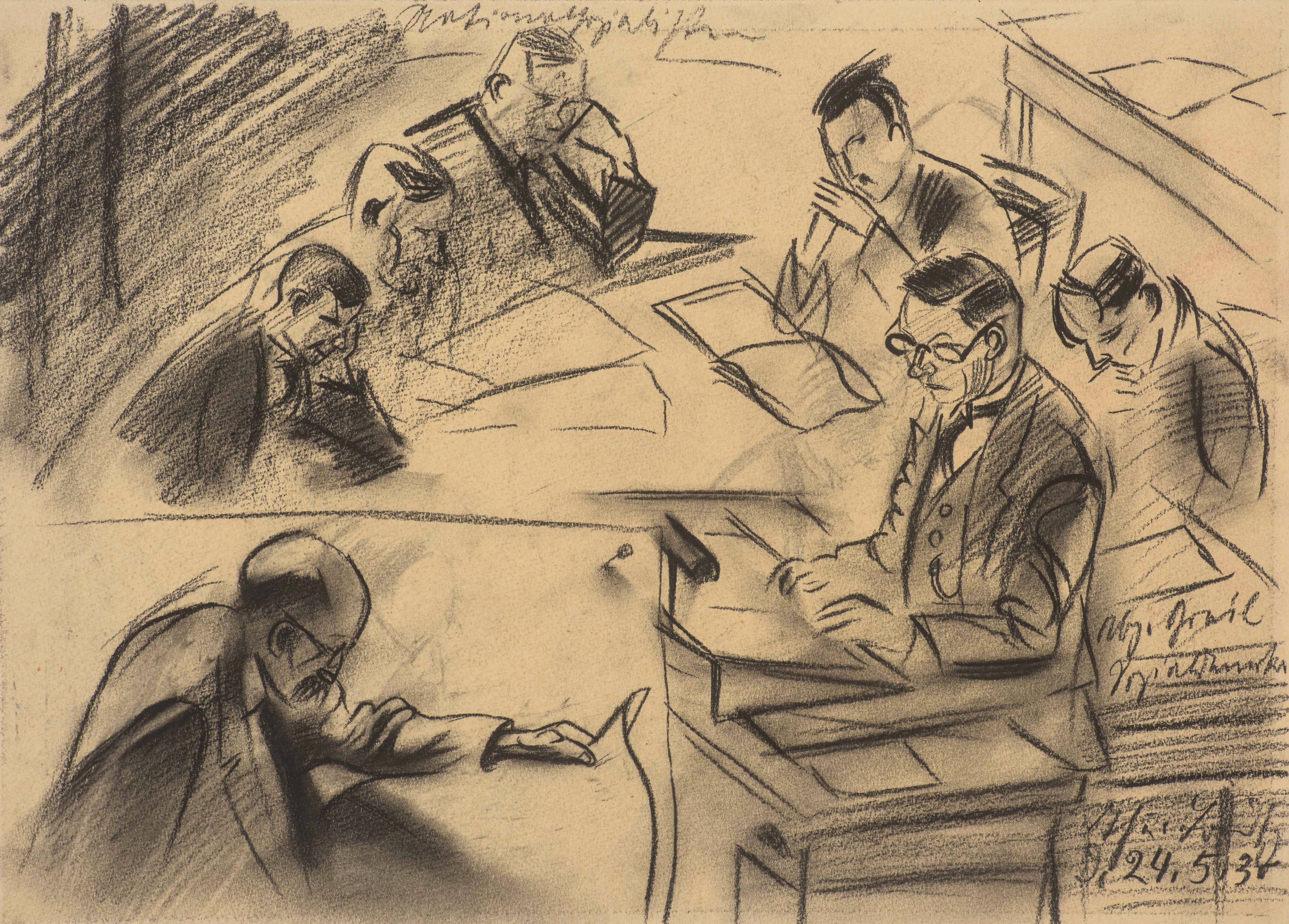
„Thüringer Landtag – Abg. Greil (SPD) spricht“, Kreidezeichnung von Alfred Ahner, 1930

Max Richard Greil (* 31. August 1877 in Lößnitz; † 2. Dezember 1939 in Weimar) war ein deutscher Pädagoge, Schulrat, sozialistischer Bildungsreformer und Thüringer Volksbildungsminister (USPD, ab 1922 SPD).

## Leben
Max Greil entstammte einer Handwerkerfamilie; sein Vater war Schuhmacher. Nach dem Besuch der Volksschule absolvierte er von 1892 bis 1898 das Lehrerseminar in Schleiz. Von 1898 bis 1919 wirkte er als Volksschullehrer zunächst in Triebes und ab 1907 dann an der Lutherschule in Gera. Dort betrieb er auch eine engagierte Bildungspolitik. Er trat 1919 in die USPD ein und wurde Vorsitzender des Lehrerrates für das Gebiet Reuß und zugleich Mitglied des Reußischen Landtages. In dieser Zeit war er auch Schulrat in Gera. Von 1921 bis 1924 amtierte Greil als Thüringer Minister für Volksbildung. Als Anhänger des Bundes Entschiedener Schulreformer setzte er sich für eine radikale Reform des Thüringer Schulwesens ein: für längeres gemeinsames Lernen, für zeitgemäße Bildungsinhalte und für die Trennung von Schule und Kirche, was ihm scharfen Widerspruch von konservativen und völkischen Kreisen einbrachte. 1922 war er in die SPD eingetreten und mit ihrem Mandat bis 1932 Mitglied des Thüringer Landtags. Bis zum Tod lebte er in Weimar als Staatsminister a. D. Die Feindseligkeit der NS-Machthaber und Aufregungen um seine Person verschlimmerten sein Herzleiden. Am 2. Dezember 1939 starb er durch einen Herzschlag auf offener Straße. Greil hinterließ seine Ehefrau, zwei Söhne und eine Tochter.

## Ehrungen
- Das Gymnasium in Schleusingen hieß von 1946 bis 1991 „Max-Greil-Oberschule“.
- Die Staatliche Regelschule in Weida trägt den Namen „Max-Greil-Schule“.
- Im Weimarer Ortsteil Tröbsdorf gibt es eine „Max-Greil-Siedlung“.